# Kloosterveen
Kloosterveen (vroeger ook Vrouwenveen) is de benaming voor een historische plaats ten westen van de Nederlandse stad Assen. Op het noordelijkste deel daarvan werd vanaf 1997 als onderdeel van Assen-West de nieuwbouwwijk Kloosterveen gebouwd. De wijk en het historische gebied zijn gecentreerd rond de Drentsche Hoofdvaart.

## Geschiedenis
Kloosterveen ligt ten westen van Assen langs de A28, bij de afslag nummer 33 naar o.a. Bovensmilde, Norg en Veenhuizen. Vroeger lagen hier veengebieden, die tot het dorp Witten behoorden. In 1487 verwierf het Assense klooster Maria in Campis (gesticht in 1260) dit dorp en bijbehorende veengebieden, wat de naam verklaart. Een ander deel was in handen van het klooster Soetendale uit Dickninge. De kloostervenen liepen tot aan de Hijkervenen. Begin 17e eeuw werden kloosters en kloosterlanden geseculariseerd (onteigend) door de Landschap Drenthe. Begin 18e eeuw ontstonden plannen om het hoogveen er af te gaan graven en in de jaren 1770 werd de Drentsche Hoofdvaart erdoorheen getrokken, waarop er vanaf 1771 een buurtschap van plaggenhutten ontstond, gericht op turf. In 1778 werd er een kerk gesticht. In 1780 stonden er reeds 100 bewoonde huizen en bij de volkstelling van 1795 woonden er 455 mensen. Met de Staatsregeling van 1798 eiste de Bataafse Republiek (het Rijk) de gronden op van de Landschap en werden het 'domeingoederen' (de naam Domeinwijk herinnert hieraan). In 1812 verkochten de Fransen het gebied aan liefhebbers, waaronder de gemeenten Assen en Smilde, die het later weer aan particulieren doorverkochten. In 1834 kocht Assen een stuk Kloosterveen van Smilde. De vervening vond met name plaats in de tweede helft van de 19e eeuw, waarbij de grond werd omgezet naar landbouwgrond. Met de ontginning van de gronden steeg ook de bevolking, waarop in 1841 een bijschool werd gesticht, gevolgd door een lagere school in 1881 (Hoofdvaartsweg 96). Het Kloosterveen van de gemeente Smilde bestond als plaatsnaam tot 1923, toen dit deel werd hernoemd tot Smilde. Het stuk van de Norgerbrug tot aan de Witterbrug in Assen, later tot aan de huidige ringweg in Assen, behield die naam echter.

## Ontwikkeling
Om de woonwijk Kloosterveen te kunnen ontwikkelen is eerst een nieuwe rondweg aangelegd, de Balkenweg. Hierdoor is het doorgaande verkeer vanuit de richting Smilde/Norg via de Hoofdvaartsweg komen te vervallen. Daarna is begonnen met de bouw van het gedeelte vóór de Drentse Hoofdvaart, met de wijkingang aan de Balkenweg. Vervolgens is men aan de andere kant van de vaart verder gaan bouwen met de woonwijk, met winkelcentrum De Kloosterveste als centraal punt in het midden. Achter dit gedeelte is het tweede deel van Kloosterveen gebouwd. Later is een tweede ontsluitingsweg aangelegd, welke uitkomt op de Europaweg-West.
Tussen 2020 en 2030 wordt Kloosterveen uitgebreid. Tussen de Norgervaart en de tegenwoordige rand aan de westkant van Kloosterveen komen nog meer huizen. De nieuwe buurt wordt groen en duurzaam.

## Wijkindeling
Kloosterveen is ingedeeld in 18 buurten. Elke buurt vertegenwoordigt een andere stijl en woon/bedrijfs-omgeving.
De huidige 18 buurten in Kloosterveen zijn: Planetenbuurt, Sterrenbeeldenbuurt, Kloosterhaven, Kloostertuinen, Kloosterhage, Kloosterlanen, Kloosterhoven, Kloosterveste, Kloosterhout, Kloosterhoven, Kloostergaarde, Kloostergaarde, Kloosterbos, De Zoom, De Hoogspanning, Groene Dijk, Recreatiepark Zeijerveen, Uitbereidingsgebied Kloosterveen.
Sinds 2022 wordt het gebied Kloosterakker ontwikkeld, aan de noord-westkant van Kloosterveen.
In 2019 bedroeg het aantal inwoners van de wijk 11.415.

## Winkelcentrum Kloosterveste

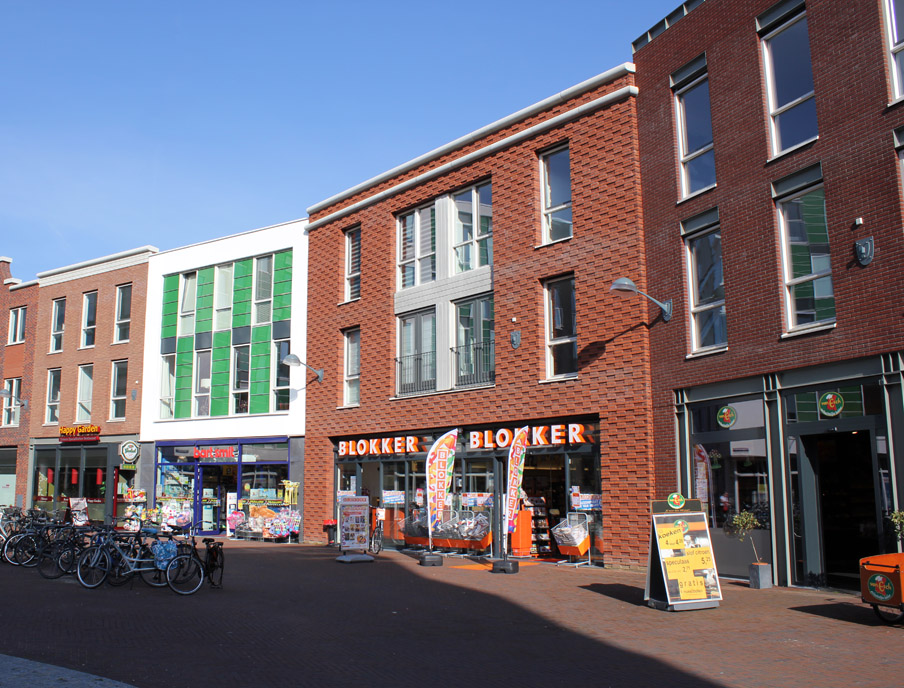
Kloosterveste

Eind 2010 is het Winkelcentrum Kloosterveste geopend na een relatief korte bouwtijd. Kloosterveste is een winkelcentrum voor de bewoners van Kloosterveen met een gratis parkeergarage, boven de winkels is woonruimte gecreëerd. Om de Kloosterveste zijn er huizen gebouwd.

## Geboren in Kloosterveen
- Anne de Vries (1904-1964), (kinderboeken)schrijver
- Willy Westra van Holthe (1888-1965), voetballer